# زندگی یک دان
زندگی یک دان (به انگلیسی: Life of a Don; L.O.A.D.) دومین آلبوم استودیویی از خواننده و رپر آمریکایی دان تالیور می‌باشد در ۸ اکتبر سال ۲۰۲۱ از سوی کاکتوس جک و آتلانتیک رکوردز منتشر گردید.